# Pietschichthys
Pietschichthys is een monotypisch geslacht van straalvinnige vissen uit de familie van armvinnigen (Oneirodidae).

## Soort
- Pietschichthys horridus Kharin, 1989